# Каганер

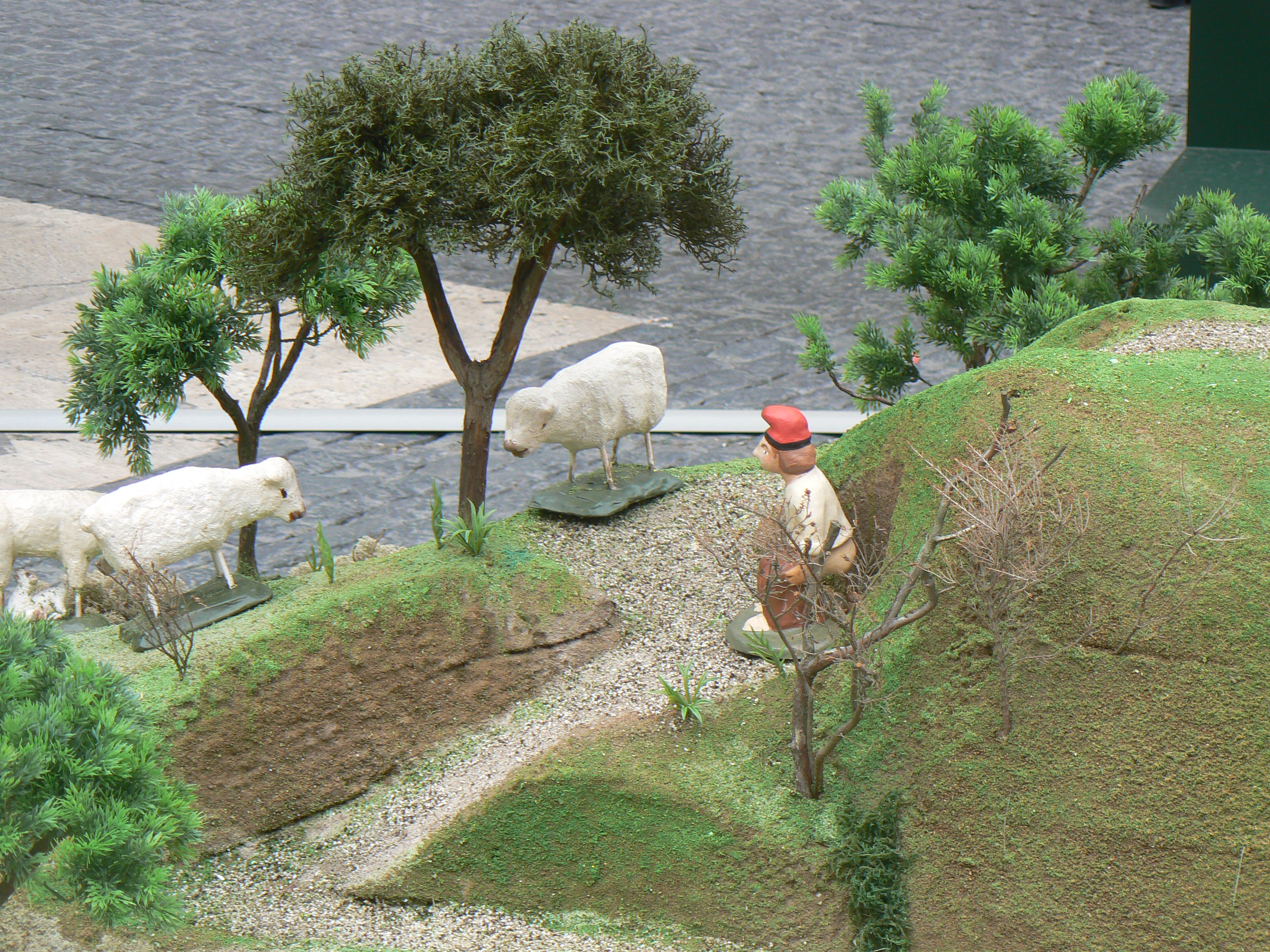
Каганер в вертепе

Кагане́р (кат. caganer, [kəɣəˈne], букв. «серун») — распространённая в каталонских странах рождественская традиция изготовления фигурок раскрашенных человечков, справляющих большую нужду, которая является не только развлечением, но и поверьем, что владение такими фигурками способно принести успех.

## Традиция
Каганер — одна из фигурок, которую каталонцы ставят к традиционному рождественскому вертепу, причём местная католическая церковь относится к этому более чем толерантно. Символическое назначение каганеров вполне положительное. К Рождеству такие фигурки тщательно прячут в помещении или где-то в вертепе с изображением Святой Семьи, а задачей приглашённых гостей и детей является найти каганера/каганеров. Считается, что тому, кто обнаружил такую фигурку и будет держать её в течение года на виду (дома или на рабочем месте сотрудника), будет везти.
Существует множество объяснений большой популярности в Каталонии этой традиции. Во-первых, эта сугубо каталонская традиция, которая очень колоритна, одновременно является и образцом народной сатиры — в образе каганеров может быть изображён любой — от крестьян до власть имущих, что таким необычным способом доказывает равенство всех людей. Натурализм каганеров выдаёт, вероятно, их крестьянское происхождение. Каталонские крестьяне считают, что фигурки каганеров являются гарантией плодовитости земли, поскольку вносят в неё «удобрения». В конце концов, это хорошее весёлое развлечение.
Обычно каганеров делают из гипса и после раскрашивают (сейчас работают десятки мастерских по изготовлению таких рождественских фигурок). Традиционное изображения каганера — это обычный крестьянин-каталонец обязательно в красной барретине.

## Происхождение и распространение традиции
Исторические корни каталонской традиции делать к Рождеству каганеров неизвестны — доподлинно известно, что уже с XVII век она является достаточно популярной во всех каталонских странах, особенно в Андорре и Северной Каталонии. Привязка каганеров к найденному в районе Уржель иберийскому изображению воина, справляющего нужду, довольно противоречива.
Похожие изготовлению каталонских каганеров традиции есть и у других народов западноевропейских стран — у испанцев Саламанки, Мурсии (исп. cagones), итальянцев Неаполя (итал. cacone или pastore che caca), португальцев (порт. cagöes), французов на юге Франции (фр. Père la Colique), фламандцев (нидерл. Kakkers), немцев (нем. Hinterlader) и т. д.
Но только в Каталонии каганер стал настоящим национальным символом. С 1940-х эту каталонскую традицию адаптировали к нуждам времени — вместе с традиционным дизайном фигурок каганеров появились изображения других персонажей в той же недвусмысленной позе: монахов, чертей, святых, Санта-Клауса, кастельеро, разных знаменитостей — от спортсменов и певцов, исторических лиц до актуальных политиков и даже членов испанской королевской семьи. В образе каганеров изображались Иоанн Павел II, Сальвадор Дали, Рональд Рейган, Усама бен Ладен и другие.

## Каганеры в наше время
В 2005 году невключение каганеров Барселонским городским советом в число изображений на рождественские праздники спровоцировало настоящий скандал в каталонском обществе — звучали обвинения в национальном давлении на каталонцев и наступлении на каталонские традиции. Городскому совету даже пришлось выдумывать более-менее удобные объяснения, такие как действующий запрет на справление природных нужд в публичных местах в Барселоне, из-за которого изображения каганера становятся образцом плохого поведения.
Недавно вместе с традиционными каганерами появились фигурки мальчиков, справляющих малую нужду, которые, однако, не аутентичны и, вероятно, представляют собой повторения известной брюссельской скульптуры писающего мальчика.
В 2007 году на центральном рынке Санта-Люсия в Барселоне наибольшим успехом пользовались фигурки каганеров, которые изображали президентов США и Франции — Джорджа Буша и Николя Саркози, премьер-министра Испании Хосе Сапатеро, звезд местной футбольной команды — гранда европейского футбола «Барселоны» и т. д.
В декабре 2010 года фигура каганера, установленная у центрального входа в торговый центр Maremagnum в Барселоне, была включена в Книгу рекордов Гиннесса как самая большая в истории.